# Marta Milans
Marta Milans, född 19 april 1982 i Madrid, är en spansk-amerikansk skådespelare.
Milans har bland annat medverkat i TV-serierna White Lines och Midas män från 2020. Hon har även medverkat i filmerna Shazam! från 2019 och Shazam! Fury of the Gods från 2023.

## Filmografi (i urval)
- 2019 – Shazam!
- 2020 – White Lines (TV-serie)
- 2020 – Midas män (TV-serie)
- 2023 – Shazam! Fury of the Gods